# Zbigniew Gronostajski
Zbigniew Gronostajski (ur. 1965 r.) – polski inżynier mechanik. Absolwent Politechniki Wrocławskiej. Od 2005 r. profesor na Wydziale Mechanicznym Politechniki Wrocławskiej.